# Distretto di Ongkharak
Il distretto di Ongkharak (in thailandese: องครักษ์) è un distretto (amphoe) della Thailandia, situato nella provincia di Nakhon Nayok.